# San Massimo (Piana Crixia)
San Massimo - fino al 1949 denominata Cagna - è una località di circa 200 abitanti del comune di Piana Crixia, in provincia di Savona. Fino al 1880 fu comune autonomo.

## Storia
L'attuale insediamento di San Massimo ha origini antiche, conosciuto fino al 1949 con l'originario appellativo di Cagna, e che ebbe fino all'epoca napoleonica una propria autonomia amministrativa rispetto agli abitati di Piana e di Lodisio. Il borgo si sviluppò strategicamente lungo la strada tra la valle di Dego, Piana Crixia e la piemontese Cortemilia.
Assieme ad altri borghi e località dell'odierno territorio pianese, anche l'antica Cagna fu sottoposta dal 967 nella marca Aleramica e dal 1091 quale possedimento di Bonifacio del Vasto. Altri contratti di tipo feudale furono stipulati con la diocesi di Savona e nelle dirette mani del vescovo savonese. Il territorio passò quindi ai marchesi Del Carretto (XIII secolo), al Marchesato di Saluzzo (XIV secolo), agli Scarampi di Asti e nel 1419 ceduto al Marchesato del Monferrato.
Il territorio di Piana Crixia e Cagna passarono al Ducato di Savoia nel 1708.
Con la dominazione napoleonica di fine Settecento il territorio di Cagna rientrò, dal 1801, assieme a Piana nel dipartimento del Tanaro. Annesso dal 1802 alla Repubblica Ligure la comunità passò, nel 1805 con il Primo Impero francese, dal circondario di Ceva al Dipartimento di Montenotte.
Inglobato nel 1815 nel Regno di Sardegna, così come stabilì il Congresso di Vienna del 1814, Cagna fu inserita nella provincia di Acqui, nel mandamento di Dego. Con il passaggio al Regno d'Italia, dal 1859 il territorio fu compreso nel VII mandamento di Dego del circondario di Savona facente parte della provincia di Genova; nel 1880 il comune di Cagna venne definitivamente soppresso e inglobato al territorio comunale di Piana Crixia, in provincia di Savona (dal 1927). Al 1949 risale il cambio di denominazione dell'antico toponimo, avvertito in lingua italiana come dispregiativo, con quello del santo titolare della parrocchia.

## Monumenti e luoghi d'interesse

### Architetture religiose
- Chiesa di San Massimo. Di antica origine e citata in alcuni scritti[1], i suoi beni appartennero in epoca medievale all'abbazia di San Quintino di Spigno Monferrato[1]. In origine la sua parrocchia era condivisa con quella di Lodisio e solamente nel 1823[1] la comunità religiosa di quest'ultima località ebbe una propria indipendenza parrocchiale. La parrocchia di San Massimo nel 1976[1] divenne succursale dell'unica realtà religiosa di Piana Crixia, nella diocesi di Acqui.